# Mallophora armata
Mallophora armata là một loài ruồi trong họ Asilidae. Mallophora armata được Artigas & Angulo miêu tả năm 1980.